# Viscom
Viscom（德語：Viscom AG），是德国的一家企业，总部位于汉诺威，为自动光学检测（AOI）、自动X光检测（AXI）等高性能检测设备的制造商。
Viscom是电子组件检测供应商之一，也是该领域欧洲市场的领袖。Viscom的检测系统可运用于几乎所有领域——从汽车电子、航天航空到工业电子、半导体、光电学工业。

## 历史
Viscom于1984年由Martin Heuser博士和Volker Pape创立。创立之初，该公司主要开发图像处理软件。1992年，搬迁到汉诺威Badenstedt如今的地址后，该公司开始了检测设备的批量生产。除了自动光学检测设备外，1995年，该公司推出微聚焦X射线检测和全球第一台可见光和X射线组合检测系统。1998年，公司在美国和新加坡建立了分部，并组建了全球范围内的代表网络。2001年，通过微系统检测进一步开辟了新的商业领域。同年，企业形式转换为股份公司形式，2006年5月，公司上市。自2007年8月起，Viscom也提供半导体检测设备，从而以此在这一蒸蒸日上的行业开辟了新的市场、客户和成长领域。一年后，该公司又推出针对太阳能电池产品的检测设备。

## 企业结构
Viscom股份公司是一个股份制企业，其拥有以下的子公司：
- Viscom Inc.，美国亚特兰大
- Viscom Machine Vision Pte Ltd.，新加坡
- Viscom France S.A.R.L.，法国巴黎

除此之外，Viscom 股份公司还在美洲和亚洲开办了以下的应用中心和服务中心：
- Viscom Inc.，美国圣何塞应用中心
- Viscom Machine Vision (Trading) Shanghai Co., Ltd.，上海应用中心，中国
- Viscom Inc.，瓜达拉加拉应用中心，墨西哥
- Viscom Machine Vision (Trading) Shanghai Co., Ltd.，深圳服务中心，中国

## 产品
Viscom股份公司生产以下四个领域的产品：
- 针对印刷检测、组装控制、焊锡连接点检测和三维检测的光学和X光技术批量检测系统。
- 针对无损材料检测和三维微聚焦计算机断层扫描摄影技术（µCT）的X光技术特殊检测设备。
- 针对电路板光板检测、厚度控制、连接和连结点检测、太阳能电池检测以及根据客户要求的特殊检测的光学系统
- 针对MEMS检测、FlipChip检测、裸晶圆三维检查和光电产品运用的半导体检测系统。